# Linchuan
Linchuan, tidigare romaniserat Linchwan, är ett stadsdistrikt och säte för stadsfullmäktige i Fuzhou i Jiangxi-provinsen i sydöstra Kina. Det ligger omkring 95 kilometer sydost om provinshuvudstaden Nanchang.

## Kända personer
- Li Jingquan (1908-89), kommunistisk politiker.